# Tang Hao
Tang Hao 唐豪 (cinese) (Wuxian, dicembre 1896 – Pechino, 1959) è stato uno storico cinese.
Tang Hao  (唐豪), zi Fansheng (范生), è stato un importantissimo storico delle arti marziali cinesi.

## La vita
Nato nel dicembre 1896 a Wuxian (吴县) nella provincia cinese del Jiangsu, da una famiglia povera che non gli poté garantire un'istruzione adeguata. Egli studiò duramente da autodidatta e praticò arti marziali. Trasferitosi a vivere a Shanghai egli apprese il Liuhequan da Liu Zhennan (刘震南), un nativo di Dezhou in Shandong; qui assunse l'incarico di direttore della Scuola Primaria “Shanggong” (尚公小学, Shanggong Xiaoxue), dove diede risalto all'insegnamento del Wushu.
Nel 1927 è sospettato di appartenere al Partito Comunista (共产党, Gongchangdang) e rischia l'arresto, a seguito di questo episodio si recò in Giappone per studiare Politica, Legge, Jūdō e Kendō. Al suo ritorno il generale Zhang Zhijiang (张之江) gli affidò la direzione della sezione editoriale nello Zhongyang Guoshu Guan di Nanchino . In seguito si recò in posti famosi del Wushu, come il tempio Shaolin o Chenjiagou (陈家沟), per fare delle ricerche sulle origini delle arti marziali cinesi. In particolare nel 1932 fraternizza con Chen Ziming (陈子明) e ritorna al villaggio della famiglia Chen, a studiare le origini e la storia del Taijiquan.
Nel 1936 difese in tribunale i “Sette Patrioti” (七君子, Qi Junzi), un caso politico, mettendo a rischio la propria vita e vincendo la causa;  ottenne il rilascio degli imputati, tra cui Gu Liuxin (顾留馨).
Nel 1955 diventò consulente del Comitato Statale dello Sport per lo studio della storia del Wushu e dello sport.
Nel 1959 muore nella sua residenza di Pechino.

## Le opere
Tang Hao nelle sue opere pose le basi ad uno studio scientifico del Wushu e fu un sostenitore della tesi che esso dovesse essere pratico e naturale, senza sequenze (Taolu) sofisticate. Si impegnò per la diffusione del Wushu tra gli studenti e i soldati, criticando le dispute tra le differenti scuole si contrappose alle spiegazioni confuse e assurde.
Queste le sue opere principali (tra cui oltre 20 libri):
- Nel 1930, lo Zhongyang Guoshu Guan pubblicò il testo Shaolin Wudang Kao (少林武当考, esaminare e verificare lo Shaolin ed il Wudang) di Tang Hao.  Questa opera, supportata da moltissimi riferimenti a documenti storici, prova che sia Bodhidharma che Zhang Sanfeng non erano in relazione con le arti marziali; inoltre dimostra che la tradizione secondo cui lo Shaolinquan avrebbe preso origine dal primo personaggio e secondo cui il Taijiquan si sarebbe originato dal secondo, sono una forzatura.
- Nello stesso anno Tang Hao dà alle stampe “Taijiquan e Neijiaquan” (太极拳与内家拳);
- Nel 1935 “Neijiaquan” (内家拳);
- Sono del 1936 le sue opere: “Wang Wugong Taiji Lianhuandao fa” (王五公太极连环刀法, il metodo della Sciabola concatenata Taiji di Wang Wugong), “Wang Zongyue yin fu qiang pu” (王宗岳阴符枪谱, spartito della lancia yin fu di Wang Zongyue), “Zhongguo gu yi jian fa” (中国古佚剑法, metodo della spada cinese dei tempi antichi), “Qi Jiguang Quanjing” (戚继光拳经, Il Classico del Pugilato di Qi Jiguang);
- Nel 1937 pubblica presso la casa editrice Shanghai Zhongguo Wushu Xuehui (上海中国武术学会, Associazione di studio delle arti marziali cinesi di Shanghai) il testo Xing Jian Zhai Suibi (行健斋随笔, saggio informale sul fare un “edificio” in buona salute), che riunisce 46 articoli tra cui: Yuan Qing er dai jin Hanren cang zhi bingqi yu fu xi Wuyi (元清二代禁汉人藏执兵器与服习武艺, la proibizione da parte della dinastia Yuan e della dinastia Qing alla popolazione Cinese di maneggiare armi e di esercitarsi nelle arti marziali ); Gu Tinglin Shaolin Sengbing yu Shaolinsi shi (顾亭林少林僧兵与少林寺诗, il monaco guerriero Gu Tinglin ed il poema del Tempio Shaolin); Qinna shou (擒拏手); Jiji jia zhi zhong yue shu (技击家之踪跃术); Yijin Xisuijing Niu Li er xu zhi wei (易筋洗髓经牛李二序之伪, il falso dell'Yijinjing ed Classico del Lavaggio del Midollo redatti da Niu e Li); Chaoxian wuyi congshu (朝鲜武艺丛书, collana di libri sulle Arti marziali coreane);
- Sono del 1940: “Qing dai she yi congshu” (清代射艺丛书, collana di libri sull'arte delle armi da lancio della dinastia Qing), “Zhongguo Minzu Tiyu Tuji Kao” (中国民族体育图籍考), “Zhongguo wushu tuji kao” (中国武术图籍考),  “Zhongguo wushu tuji kao bu pian” (中国武术图籍考补篇),
- Nel 1941 finisce di scrivere “Shaolin quanshu mijue kaozheng” (少林拳术秘诀考证, esame e verifica del canto segreto dell'arte del pugilato di Shaolin);
- Dopo il 1955 ha compilato 8 edizioni di “Esame ed illustrazione dello sport della nazione Cinese” (中国民族体育图籍考, Zhongguo Minzu Tiyu Tuji Kao).
- ”Zhongguo Wuyi Tuji Kao” (中国武艺图籍考, Esame ed illustrazione delle arti marziali cinesi );
- ”Taijiquan Yanjiu (太极拳研究, Ricerca sul Taijiquan) scritto in collaborazione con Gu Liuxin (顾留馨);